# Panjani
Panjani je naselje u Republici Hrvatskoj, u sastavu Grada Hrvatska Kostajnica, Sisačko-moslavačka županija. 

## Povijest
Kod Panjana su za vrijeme Domovinskog rata srpske paravojne snage 1. rujna 1991. ubile dvojicu ruskih novinara koji su izvješćivali s ratišta. Velikosrpski su krugovi dugo vremena ubojstvo koje su oni napravili pripisivali Hrvatima, Ruska Federacija poslala je svoju komisiju za istražiti to, hrvatski su domoljubi pokrenuli istragu i skoro dva desetljeća poslije otkriveni su počinitelji i nalogodavci ovog čina.[nedostaje izvor]

## Stanovništvo
Prema popisu stanovništva iz 2001. godine, naselje je imalo 147 stanovnika te 47 obiteljskih kućanstava.
| broj stanovnika | 42    | 33    | 48    | 68    | 121   | 143   | 149   | 205   | 199   | 196   | 200   | 247   | 218   | 221   | 147   | 125   | 90    |
|                 | 1857. | 1869. | 1880. | 1890. | 1900. | 1910. | 1921. | 1931. | 1948. | 1953. | 1961. | 1971. | 1981. | 1991. | 2001. | 2011. | 2021. |